# Rafael Benítez
Rafael "Rafa" Benítez (født 16. april 1960) er en spansk fodboldtræner og tidligere -spiller, der senest var cheftræner i Celta Vigo. Han har været træner i en række europæiske topklubber, heriblandt i S.S.C. Napoli, Real Madrid, Newcastle United F.C. og Everton F.C. Benítez er måske bedst kendt for sin tid i den engelske klub Liverpool F.C. 2004-2010, som han førte til Champions League-sejren i 2005 over AC Milan, og igen til finalen i 2007, hvor det dog blev til revanche for Milan.

## Karriere
Rafael Benítez spillede i sin ungdom i forskellige mindre klubber i fødebyen Madrid, men en skade tvang ham til at stoppe relativt tidligt. I stedet kom han som 26-årig ind som træner i Real Madrid for forskellige af deres ungdomshold. Senere var han uden større succes træner i et par mindre profilerede spanske klubber, men han opnåede i 1998 at hjælpe CF Extremadura til oprykning til La Liga, og i 2001 blev han udnævnt til træner for Valencia CF. 
Det var i denne klub, at Benítez fik sit gennembrud som træner. Han formåede at gøre klubben til spanske mestre i sin første sæson og blev udnævnt til årets spanske træner. To år senere gentog han mesterskabet og gjorde samtidig klubben til vindere af UEFA Cuppen, og han var dermed den mest succesrige træner i klubbens historie. Imidlertid førte uoverensstemmelser mellem Benítez og klubbens ledelse til, at han forlod klubben til fordel for Liverpool F.C. i 2004.
Her lykkedes det ham allerede i sin første sæson at vinde Champions League, og han blev dermed den blot tredje træner i historien, der vandt UEFA Cuppen og Champions League i to på hinanden følgende sæsoner. Med Benítez som træner har klubben desuden vundet UEFA Super Cup, FA Cuppen og FA Community Shield, men det er ikke lykkedes at opnå bedre placering i Premier League end en andenplads.
Benitez stod i spidsen for Liverpool i alt 350 kampe, som resulterede i 197 sejre, 74 uafgjorte og 79 nederlag, heraf var de 85 kampe i europæiske turneringer med 49 sejre, 16 uafgjorte og 20 nederlag. Antallet af europæiske kampe er klubrekord for en manager.
Som kulminationen på en efter Liverpools  standard dårlig sæson, hvor det blot blev til en syvendeplads i Premier League og dermed ikke kvalifikation  til Champions League, stoppede han i klubben i juni 2010 efter gensidig  aftale med ledelsen.. Og ikke lang tid efter var han præsenteret i Milano klubben, der måtte lade den kontroversielle succestræner José Mourinho gå efter at han havde vundet The Treble med klubben. Dog allerede en halv sæson senere blev Benitez fyret efter at have ført Internazionale helt ned på en 7. plads i ligaen, og have vundet FIFA Club World Cup. Inter-præsident Massimo Moratti fyrede spanieren 23. december 2010. 
21. november 2012 oplyste Chelsea, at klubben havde ansat Benítez som ny cheftræner. Her blev det blot til en enkelt sæson, inden han rejste til Italien og trænede S.S.C. Napoli, indtil han i sommeren 2015 blev hentet hjem til Real Madrid på en treårig kontrakt.
Han kunne imidlertid ikke leve op til de høje forventninger og krav, så han blev fyret i begyndelsen af 2016. Kort efter tiltrådte han som cheftræner i Newcastle.
I 2021 tiltrådte Benítez som cheftræner for Liverpool F.C.'s lokalrivaler, Everton F.C. Denne ansættelse blev dog ikke nogen succes, og han blev fyret efter lidt mere end et halvt år.
I 2023 blev Benitez træner i Celta Vigo i Spanien, men efter blot otte måneder blev han fyret igen i marts året efter.

## Reference
1. ↑  "The Benitez era in numbers". liverpoolfc.tv. 2010-06-04.
2. ↑  "Rafa set to overtake Shanks". liverpoolfc.tv. 2008-11-25.
3. ↑  "Benitez leaves Liverpool". Sky Sports. 2010-06-04.
4. ↑  "Benitez appointed". www.chelseafc.com. 2012-11-21.
5. ↑  "Rafael Benitez er ny Real Madrid-træner". Jyllands-Posten/Ritzau. 2015-06-03.
6. ↑  Everton hyrer Benitez med fortid i Liverpool som ny manager, msn.com, Ritzau, 30. juni 2021, hentet 1. juli 2021
7. ↑  Rafael Benitez: Everton sack manager after just six-and-a-half months in charge following Norwich defeat, skisports.com, 18. januar 2022, hentet 15. august 2022
8. ↑  Schaldemose, Jens August (12. marts 2024), Fik kun otte måneder: Rafa Benitez fyret i Celta Vigo, bold.dk, hentet 23. juli 2024